# (212924) Юрий Шевчук
(212924) Юрий Шевчук (лат. Yurishevchuk) — астероид главного пояса, который был открыт 6 января 2008 года с территории СКАС КГУ. 

Орбита астероида Юрий Шевчук и его положение в Солнечной системе

Назван в честь Юрия Шевчука — советского и российского поэта, музыканта, композитора, бессменного лидера группы ДДТ.